# Neocaridina spinosa
Neocaridina spinosa is een garnalensoort uit de familie van de Atyidae. De wetenschappelijke naam van de soort is voor het eerst geldig gepubliceerd in 1964 door Liang.